# Ренчлер (Іллінойс)
Ренчлер (англ. Rentchler) — переписна місцевість (CDP) в США, в окрузі Сент-Клер штату Іллінойс. Населення — 45 осіб (2020).

## Географія
Ренчлер розташований за координатами 38°29′31″ пн. ш. 89°52′9″ зх. д. / 38.49194° пн. ш. 89.86917° зх. д. (38.491905, -89.869049).  За даними Бюро перепису населення США в 2010 році переписна місцевість мала площу 0,06 км², уся площа — суходіл.

## Демографія
Згідно з переписом 2010 року, у переписній місцевості мешкали 34 особи в 12 домогосподарствах у складі 8 родин. Густота населення становила 573 особи/км².  Було 13 помешкання (219/км²).
Расовий склад населення:
| - 88,2 % — білих |

До двох чи більше рас належало 11,8 %. Частка іспаномовних становила 0,0 % від усіх жителів.
За віковим діапазоном населення розподілялося таким чином: 26,5 % — особи молодші 18 років, 58,8 % — особи у віці 18—64 років, 14,7 % — особи у віці 65 років та старші. Медіана віку мешканця становила 35,0 року. На 100 осіб жіночої статі у переписній місцевості припадало 78,9 чоловіків;  на 100 жінок у віці від 18 років та старших — 127,3 чоловіків також старших 18 років.
Цивільне працевлаштоване населення становило 0 осіб. 